# Synaptula virgata
Synaptula virgata is een zeekomkommer uit de familie Synaptidae.
De wetenschappelijke naam van de soort werd in 1901 gepubliceerd door Carel Philip Sluiter.